# Roland Lamah
Roland Conde Lamah (ur. 31 grudnia 1987 w Abidżanie) – belgijski piłkarz pochodzenia gwinejskiego występujący na pozycji napastnika.

## Kariera klubowa
Lamah urodził się w Wybrzeżu Kości Słoniowej w rodzinie gwinejskich imigrantów. W 1993 roku rozpoczął tam treningi w klubie Karthala Abidżan. W 2001 roku emigrował z rodziną do Belgii i tam kontynuował karierę w juniorskiej ekipie klubu CS Visé. Następnie grał tam w pierwszym zespole. W 2005 roku przeszedł do Anderlechtu, a rok później został włączony do jego pierwszej drużyny. W Eerste klasse zadebiutował 5 sierpnia 2006 roku w wygranym 1:0 pojedynku z Germinalem Beerschot. W 2007 roku zdobył z klubem mistrzostwo Belgii.
W lipcu 2007 roku został wypożyczony do holenderskiej Rody Kerkrade. W Eredivisie zadebiutował 18 sierpnia 2007 roku w zremisowanym 1:1 pojedynku z NEC Nijmegen, w którym strzelił także gola. W sezonie 2007/2008 rozegrał tam 32 ligowe spotkania i zdobył 11 bramek. W czerwcu 2008 roku powrócił do Anderlechtu.
W sierpniu 2008 roku za 3,5 miliona euro Lamah przeszedł do francuskiego Le Mans UC 72. W Ligue 1 pierwszy mecz zaliczył 30 sierpnia 2008 roku przeciwko FC Nantes (4:1). 20 września 2008 roku w zremisowanym 2:2 spotkaniu z OGC Nice zdobył pierwszego gola w Ligue 1. W 2010 roku spadł z zespołem do Ligue 2. W tym samym roku Le Mans UC 72 zmienił nazwę na Le Mans FC.
W 2011 roku Lamah został zawodnikiem CA Osasuna. W sezonie 2013/2014 był wypożyczony do Swansea City. Latem 2014 przeszedł do Ferencvárosi TC. W sezonie 2014/2015 został z nim mistrzem Węgier.
| Sezon   | Klub                | Kraj      | Rozgrywki      | Mecze | Bramki | Rozgrywki Europy | Mecze | Bramki |
| ------- | ------------------- | --------- | -------------- | ----- | ------ | ---------------- | ----- | ------ |
| 2003/04 | CS Visé             | Belgia    | Tweede League  | 15    | 1      | -                | -     | -      |
| 2004/05 | CS Visé             | Belgia    | Tweede League  | 2     | 0      | -                | -     | -      |
| 2004/05 | RSC Anderlecht      | Belgia    | Jupiler League | 0     | 0      | -                | -     | -      |
| 2005/06 | RSC Anderlecht      | Belgia    | Jupiler League | 0     | 0      | -                | -     | -      |
| 2006/07 | RSC Anderlecht      | Belgia    | Jupiler League | 6     | 0      | -                | -     | -      |
| 2007/08 | Roda JC (wyp.)      | Holandia  | Eredivisie     | 32    | 11     | -                | -     | -      |
| 2008/09 | Le Mans FC          | Francja   | Ligue 1        | 31    | 3      | -                | -     | -      |
| 2009/10 | Le Mans FC          | Francja   | Ligue 1        | 32    | 4      | -                | -     | -      |
| 2010/11 | Le Mans FC          | Francja   | Ligue 2        | 25    | 3      | -                | -     | -      |
| 2011/12 | Le Mans FC          | Francja   | Ligue 2        | 4     | 0      | -                | -     | -      |
| 2011/12 | CA Osasuna          | Hiszpania | Liga BBVA      | 29    | 1      | -                | -     | -      |
| 2012/13 | CA Osasuna          | Hiszpania | Liga BBVA      | 15    | 0      | -                | -     | -      |
| 2012/13 | Swansea City (wyp.) | Anglia    | Premier League | 5     | 0      | -                | -     | -      |
| 2013/14 | CA Osasuna          | Hiszpania | Liga BBVA      | 0     | 0      | -                | -     | -      |
| 2013/14 | Swansea City (wyp.) | Anglia    | Premier League | 9     | 2      | Liga Europy UEFA | 6     | 1      |
| 2014/15 | Ferencvárosi TC     | Węgry     | NB I           | 21    | 5      | -                | -     | -      |
| 2015/16 | Ferencvárosi TC     | Węgry     | NB I           | 33    | 7      | Liga Europy UEFA | 4     | 0      |

Stan na: koniec sezonu 2015/2016

## Kariera reprezentacyjna
Lamah jest byłym reprezentantem Belgii U-19, U-21 oraz U-23. W 2006 roku wraz z kadrą U-19 uczestniczył w Mistrzostwach Europy U-19, z których jego reprezentacja odpadła po fazie grupowej.
W pierwszej reprezentacji Belgii zadebiutował 9 września 2009 roku w przegranym 1:2 meczu eliminacji do Mistrzostw Świata 2010 z Armenią.